# Дивайн, Джордж
Джордж Александр Кэссади Дивайн CBE (англ. George Alexander Cassady Devine; 20 ноября 1910 — 20 января 1966) — английский театральный менеджер, режиссёр, педагог и актёр, живший в Лондоне с начала 1930-х годов до своей смерти. Также работал на телевидении и в кино. Премия The George Devine Award for Most Promising Playwright названа в его честь. Создатель English Stage Company, на базе театра Ройал-Корт.

## Ранняя жизнь и образование
Дивайн родился в Хендоне, Лондон. Его отец, Георгиос Дивайн, служащий в банке «Мартинс», был сыном отца-ирландца и матери-гречанки; мать самого Дивайна, Рут Элинор Кэссади, приехала из Ванкувера, Канада. Его мать стала психически неуравновешенной после рождения Дивайна, и брак его родителей распался, когда он был подростком. В это время он был отправлен в школу Клейсмор, независимую школу-интернат для мальчиков, основанную его дядей Александром Дивайном, известным как Лекс, который взял своего племянника под свое крыло, надеясь, что он, в будущем возьмет на себя управление школой.
В 1929 году Дивайн поступил в Оксфордский университет, чтобы получить степень по истории в Уодхем-колледже. Именно в Оксфорде его интерес к театру, начавшийся ещё в школе, принес свои плоды, и в 1931 году он стал президентом престижного театрального общества Оксфордского университета, или OUDS.
В начале 1932 года он пригласил молодого актёра Джона Гилгуда руководить постановкой «Ромео и Джульетты» и, поскольку в OUDS не допускали женщин, пригласил Пегги Эшкрофт и Эдит Эванс сыграть Джульетту и медсестру. Гилгуд настоял на том, чтобы костюмы были разработаны Motley, недавно сформированной командой театральных дизайнеров, состоящей из Софи Харрис, её сестры Маргарет Харрис (известной как Перси) и Элизабет Монтгомери. Большой успех постановки побудил Дивайна отказаться от своей степени, прежде чем сдавать выпускные экзамены, и переехать в Лондон, чтобы начать актёрскую карьеру. Он также работал на Мотли в качестве их бизнес-менеджера.

## Предвоенные годы
Хотя Дивайн сумел получить работу в качестве актёра, как в «Олд Вик», так и у Джона Гилгуда (чья режиссёрская карьера взлетела после «Ромео и Джульетты»), поначалу он не имел большого успеха. Довольно тучный, смуглый и выглядевший иностранцем, он не вписывался в общепринятый стереотип и имел тенденцию играть относительно небольшие роли персонажей. Всегда интересовавшийся Францией (он прекрасно говорил по-французски) и французским театром, он предложил Гилгуду пригласить французского режиссёра Мишеля Сен-Дени в Лондон в 1935 году для постановки его успешной пьесы Андре Оби " Ноэ " (Noah). Это стало началом тесного и плодотворного сотрудничества между ними. Сен-Дени остался в Лондоне и вместе с Дивайном и их друзьями Мариусом Горингом и Гленом Байамом Шоу основал в 1936 году Лондонскую театральную студию, которая предлагала обучение не только актёрам и режиссёрам, но и сценографам. Под руководством Мотли это был первый курс в Британии, который предлагал обучение сценографии и дизайну костюмов. Джослин Герберт, которая впоследствии стала частью жизни Дивайна, была студенткой этого курса. В конце 1930-х годов Дивайн наконец получил возможность сам поставить пьесу. Его первой профессиональной постановкой стала экранизация Алеком Гиннесом романа Чарльза Диккенса «Большие надежды», сыгранная в Королевском театре в 1939 году и впоследствии экранизированная в знаменитом одноимённом фильме 1946 года режиссёром Дэвидом Лином. Дивайн также руководил успешной постановкой сценической версии «Ребекки» Дафны Дю Морье в Королевском театре в 1939 году.

## Война
Когда в сентябре 1939 года началась Вторая Мировая война, Дивайн не ожидал, что его призовут в армию из-за слабого сердца. Тем не менее, он прошёл армейский медицинский курс и в конце 1941 года прошел базовую подготовку в Королевской артиллерии. После периода относительного бездействия в Индии он был переведен в Бирму, где провел заключительную часть войны, сражаясь в джунглях.

## Послевоенные годы и театральная школа Олд Вик
Дивайн вернулся в Англию в 1946 году и в сентябре того же года появился в роли Джорджа Антробуса в постановке Лоуренса Оливье «The Skin of Our Teeth» Торнтона Уайлдера, также с Вивьен Ли в главной роли, в театре Пикадилли в Лондоне. Вскоре после этого вместе с Сен-Дени и Байамом Шоу и под эгидой Олд-Вик он открыл театральную школу Олд-Вик на Терлоу-парк-Роуд, Далвич, Лондон, чтобы продолжить учебные курсы, начатые в лондонской театральной студии перед войной. В то же время он создал театральную труппу Young Vic, которая должна была привлечь к театру молодых людей. Школа успешно работала в течение нескольких лет, обучая таких актёров, как Прунелла Скейлс и Джоан Плаурайт. В 1952 году три режиссёра были вынуждены уйти в отставку после спора с управляющими Олд-Вик, и Дивайн начал свободную карьеру в качестве режиссёра и актёра. Байам Шоу переехал в Стратфорд-на-Эйвоне, чтобы управлять шекспировским мемориальным театром, а Дивайн руководил несколькими успешными постановками Шекспира там в начале 1950-х годов, включая печально известную версию «Короля Лира» (1955), в которой снимался Джон Гилгуд и которая была разработана экспериментальным японо-американским художником и скульптором Исаму Ногучи. Он также поставил несколько опер в лондонском театре Сэдлера Уэллса и снялся в нескольких фильмах.

## Королевский Придворный Театр
В 1952 году молодой режиссёр Тони Ричардсон снял Дивайна в телевизионной экранизации рассказа Антона Чехова «Занавес опущен». Вскоре после этого, вместе с другом и партнером Ричардсона, американским социологом Джорджем Гетшиусом, они составили план создания радикально новой театральной труппы, целью которой, как писал позднее Дивайн, «было вернуть в театр писателей с серьёзными претензиями», и таким образом сделать театр «частью интеллектуальной жизни страны». Достижение этих целей привело к образованию в 1955 году так называемой Английской театральной труппы. Они взяли в аренду Королевский придворный театр на Слоун-сквер в Лондоне, и Дивайн поместил на сцене объявление с просьбой о новых пьесах. Королевский Придворный Театр открылся в апреле 1956 года постановкой пьесы Ангуса Уилсона «Шелковичный куст», за которой последовала пьеса Артура Миллера « The Crucible», в которой Дивайн играл губернатора Данфорта, а также был режиссёром. Только после четвёртой постановки «Оглянись в гневе» Джона Осборна, театр по-настоящему привлек внимание публики. Хотя пьеса была плохо принята традиционными театральными критиками, такими как Милтон Шульман и Филип Хоуп-Уоллес, восторженные отзывы двух критиков, Кеннета Тайнана и Гарольда Хобсона обеспечили пьесе успех.[9]
Под руководством Дивайна Английская театральная труппа оставалась главным образом писательским театром, взращивая новые таланты, такие как Арнольд Вескер, Энн Джеллико, Эдвард Бонд, Дональд Ховарт, Кит Джонстон и многие другие. Политика Дивайна по привлечению молодых режиссёров в качестве ассистентов породила несколько выдающихся талантов, включая Уильяма Гаскилла, Джона Декстера, Линдси Андерсон, Энтони Пейджа и Питера Гилла. Дивайн также интересовался иностранной драматургией. Он поставил несколько пьес Эжена Ионеско, в том числе знаменитую постановку «Стульев», в которой он появился вместе с Джоан Плаурайт. Он также очень восхищался Сэмюэлем Беккетом, несколько пьес которого были поставлены при Королевском Придворном Театре, включая «Эндшпиль», в котором Дивайн играл Хэмма.
Ещё несколько пьес Джона Осборна были поставлены при Королевском Придворном Театре, и Джордж Дивайн появился в одной из них, исторической драме «Патриот для меня», тогда он перенес второй сердечный приступ, за которым вскоре последовал инсульт, который в конечном итоге привел к его смерти в возрасте 55 лет.[11]

## Личная жизнь
Дивайн и Софи Харрис познакомились в 1932 году, и он переехал к ней в Лондон после того, как покинул Оксфорд. Они поженились в октябре 1939 года, их дочь Харриет родилась в сентябре 1942 года, после того как Дивайн отправился в Индию. Брак закончился в конце 1950-х годов, когда Дивайн начал жить с Джослин Герберт, с которой он оставался до своей смерти в январе 1966 года.